# قلعة يزدجرد
قلعة يزدجرد (بالفارسية: قلعه یزدگرد) هي قلعة تاريخية تعود إلى عصر ساسانيون، وتقع في زردة.